# Dolmen des Pierres Blanches
Der Dolmen des Pierres Blanches liegt nördlich vom Weiler Castellane, nordöstlich von La Baume, im Südosten des Département Alpes-de-Haute-Provence in Frankreich. Dolmen ist in Frankreich der Oberbegriff für neolithische Megalithanlagen aller Art (siehe: Französische Nomenklatur). Der Dolmen ist seit 1994 als Monument historique registriert.
Der Nord-Süd orientierte Dolmen wurde auf einer Höhe von 1249 m über dem Meeresspiegel, über dem Tal des Verdon, errichtet. Kammer und Cairn sind aus lokalem Kalkstein. Die Architektur verbindet ihn mit den kleinen provenzalischen Dolmen im Département Alpes-Maritimes und im östlichen Département Var.
Die Kammer ist 1,75 m lang und 1,4 m breit. Er wird begrenzt durch eine große Platte im Norden. Im Süden bilden zwei Orthostaten im Abstand von etwa 0,3 m den Zugang. Die restaurierte Westseite und die Ostseite waren wahrscheinlich aus Trockenmauerwerk. Die Kammer ist mit einem etwa 2,8 m langen, 2,4 m breiten und 0,4 m dicken Deckstein bedeckt (geschätztes Gewicht 9,8 t). Der 1,5 m lange, niedrige Gang ist an seinem Ende durch zwei kleine Platten verschlossen. Er ist mit Steinen gefüllt und wird von einer Platte bedeckt.
Das ursprüngliche Volumen des Cairns ist schwierig zu schätzen, da seine Steine später wiederverwendet wurden. Der von Hirten und Jägern bereits lange als Schutzdach benutzte Dolmen wurde vor der Ausgrabung von 2006 geplündert. Es blieb jedoch eine Füllschicht an Ort und Stelle und 415 Fragmente menschlicher Knochen sowie 82 Elemente aus Feuerstein, Kalkstein, Eisensulfid und Keramikscherben wurden gefunden.
Obwohl die Knochen stark fragmentiert sind, zeigte eine Untersuchung, dass die meisten der begrabenen Individuen Erwachsene waren. Verzierungselemente bestehen hauptsächlich aus Perlen, aus Kalkstein, Muscheln und Speckstein, zwei Anhängern und einem Ammoniten. Die Ausgrabung ergab auf der ältesten Schicht eine große Zahl von kleinen Kalksteinchen. Aufgrund des geologischen Zusammenhangs entsprechen diese Kieselsteine keiner natürlichen Lagerstätte.
Die Typologie des Dolmens und der Funde datieren den Dolmen auf etwa 2.500 vor Chr.